# Jens Erik Jensen
Jens Erik Jensen var en dansk iværksætter og ingeniør. Han blev en central drivkraft i udbredelsen og standardiseringen af programmeringssproget COMAL, som blev udviklet og grundlagt af Børge Christensen og Benedict Løfstedt m.fl. op gennem 1975 – 1980'erne.
Jens Erik Jensen blev født i Horsens. Studentereksamen fra Grenå Gymnasium blev fulgt op med uddannelsen som ingeniør fra DTH. Under sit studium havde han et fritidsjob hos firmaet Instrutek i Horsens, hvor han arbejdede med PET computere, som han lavede sin første COMAL-udgave til.

## UniComal
I 1982 stiftede han firmaet UniComal AS sammen med vennerne Helge Lassen, Mogens Kjær og Lars Laursen. Som bestyrelsesformand og direktør var han ledende figur i Comals udvikling som Comal-80, i meget tæt samarbejde med kollegerne i UniComal og de andre Comal-80 udviklingsmiljøer.  Han var den danske, samlende person i Comal-standardiseringsgruppen i forbindelse med Comals internationale udbredelse. Den største gennemslagskraft var i Irland, Storbritannien og Sverige. Også grupper i USA tog Comal til sig.

## Implementering af Comal-80 på alle operativsystemer
UniComal blev tovholder for den fælles definition af programmerinssproget Comal-80, som blev implementeret på de forskellige computere og styresystemer. I årene 1983 – 1991 skrev Mogens Kjær og Lars Laursen koden til Comal/Comal-80 til Commodore, DOS/IBM og UNIX, skrevet i C++. Den voksende, danske inderkreds talte også Freddy Kristiansen, som lavede Comal-koden til ZX Spectrum, Amstrad CPC serien, den generiske CP/M version, samt Amiga sammen med Svend Daugaard Pedersen. Freddy Kristiansen blev senere ansat i UniComal. Flere andre udviklerkapaciteter fulgte op, og Comal eksisterer til mange systemer, med en standardiseret kerne.

## Comal-80 og Datalære
Som alt-dominerende programmeringssprog i faget Datalære i danske skoler havde Comal-80 sin største gennemslagskraft i 1980’erne med betydelig salgsfremgang især til kunder, der anvendte IBM PC'ere. Desuden solgte man mange COMAL-kapsler til Commodore 64 og til Commodore 128. En Comal-80 version kørte også på skolernes mange mikrocomputere fra Regnecentralen. I mange år var det et krav, at en computer til skolernes undervisning skulle være udstyret med Comal-80. Sideløbende med Comals placering som værktøj i undervisningen, arbejdede UniComal og Jens Erik Jensen på at få industrien i gang med systemudvikling med Comal.

## UniComals nedtur
UniComal forsøgte et eksportfremstød i Tyskland, men opnåede på trods af stor eksportstøtte ikke den forudsete position på det vigtige, tyske marked. Vildledende markedsføring fra en tysk distributør førte til sagsanlæg, som medvirkede til at slå bunden ud af UniComal. Samtidig fik det at kunne programmere en mindre position i de danske skolers fagrække. Først i de senere år efter 2010 har den færdighed igen fået prioritet. Nu under overskriften ’kodning’ og med andre programmeringsværktøjer. 
Sideløbende blev Comal/Comal-80 i stigende grad udfordret af andre produkter som Pascal og C++. I 1992 måtte UniComal lukke og overdrog samtidig sine Comal-rettigheder til firmaet PDC – Prolog Development Center.

## Efter UniComal
Efter at have arbejdet hos PDC indtil 1995, fik Jens Erik Jensen job hos IBM Danmark. 
Jens Erik Jensen boede med sin søster Birgitte Cordes, og efterfølgende med sin samlever Lisbeth Schierbeck, i Søborg, indtil sin død 2016.